# Elen
Elen är en sjö i Alvesta kommun och Älmhults kommun i Småland och ingår i Helge ås huvudavrinningsområde. Sjön har en area på 0,185 kvadratkilometer och ligger 160 meter över havet.

## Delavrinningsområde
Elen ingår i det delavrinningsområde (626842-141198) som SMHI kallar för Utloppet av Femlingen. Medelhöjden är 164 meter över havet och ytan är 77,3 kvadratkilometer. Räknas de 3 avrinningsområdena uppströms in blir den ackumulerade arean 113,57 kvadratkilometer. Grettaån som avvattnar avrinningsområdet har biflödesordning 2, vilket innebär att vattnet flödar genom totalt 2 vattendrag innan det når havet efter 184 kilometer. Avrinningsområdet består mestadels av skog (54 procent) och sankmarker (13 procent). Avrinningsområdet har 14,28 kvadratkilometer vattenytor vilket ger det en sjöprocent på 18,5 procent.